# 蝰红园蛛
蝰红园蛛（学名：Araneus viperifer）为园蛛科园蛛属的动物。分布于日本以及中国大陆的安徽、江西、浙江等地。